# Okrouhlé Hradiště
Okrouhlé Hradiště je vesnice, část obce Konstantinovy Lázně v okrese Tachov v Plzeňském kraji. Nachází se asi dva kilometry jihovýchodně od Konstantinových Lázní. V roce 2011 zde trvale žilo 130 obyvatel.
Okrouhlé Hradiště je také název katastrálního území o rozloze 9,8 km². V katastrálním území Okrouhlé Hradiště leží i Šipín.

## Historie
První písemná zmínka o vesnici pochází z roku 1369.

## Obyvatelstvo
Při sčítání lidu v roce 1921 zde žilo 477 obyvatel (z toho 220 mužů), z nichž byli tři Čechoslováci, 459 Němců a patnáct cizinců. Kromě patnácti židů a tří členů nezjišťovaných církví se ostatní hlásili k římskokatolické církvi. Podle sčítání lidu z roku 1930 měla vesnice 520 obyvatel: jedenáct Čechoslováků, 495 Němců a čtrnáct cizinců. Převažovala římskokatolická většina, ale žili zde také tři evangelíci a deset členů církve československé.
| Rok            | 1869 | 1880 | 1890 | 1900 | 1910 | 1921 | 1930 | 1950 | 1961 | 1970 | 1980 | 1991 | 2001 | 2011 | 2021 |
| -------------- | ---- | ---- | ---- | ---- | ---- | ---- | ---- | ---- | ---- | ---- | ---- | ---- | ---- | ---- | ---- |
| Počet obyvatel | 342  | 399  | 451  | 481  | 540  | 477  | 520  | 279  | 293  | 276  | 225  | 163  | 146  | 130  | 158  |
| Počet domů     | 48   | 60   | 63   | 66   | 78   | 80   | 95   | 108  | 76   | 75   | 59   | 64   | 66   | 67   | 71   |

## Obecní správa
Při sčítání lidu v letech 1850–1979 bylo Okrouhlé Hradiště samostatnou obcí v okrese Teplá, v letech 1900–1930 v okrese Planá, posléze v roce 1950 v okrese Stříbro a od roku 1960 v okrese Tachov. Od 1. ledna 1980 je částí obce Konstantinovy Lázně v okrese Tachov. V letech 1850–1899 k obci patřil Břetislav, v letech 1850–1962 Šipín a v letech 1961–1979 také Dlouhé Hradiště a Poloučany.

## Doprava
Ve vsi se nachází autobusová zastávka.

## Pamětihodnosti
- Zámek Daňkov
- Hradiště Šipín
- Kostel svatého Jana Křtitele
- Hrad Gutštejn
- Hradišťský vrch se stejnojmennou přírodní rezervací a pravěkým hradištěm
- V jihovýchodním cípu katastrálního území leží přírodní památka Pod Šipínem.